# Tychiini
Tychiini – plemię chrząszczy z podrzędu chrząszczy wielożernych umieszczane w rodzinie ryjkowcowatych, a dokładniej w podrodzinie Curculioninae.
Na plemię to składają się cztery podplemiona, które znacznie różnią się swym zasięgiem geograficznym. Spośród nich zarówno gatunki palearktyczne, jak i pochodzące z krainy etiopskiej obejmuje jedynie Tychiina, do którego entomolodzy zaliczają tylko dwa rodzaje:
- Tychius Germar, 1817 (obejmujący około 240 podtaksonów)
- Sibinia Germar, 1817

Zgodnie z badaniami Clarka, Burkego i Caldary, których wyniki publikowano pomiędzy rokiem 1971 a 1990, rodzina roślin bobowatych (Fabaceae) dostarcza miejsca do życia zarówno dla gatunków paleotropikalnych, etiopskich, jak i tych zamieszkujących Nowy Świat.